# 何文治
何文治（1931年—1995年），男，陕西乾县人，中国海防导弹技术专家、航空工程专家，曾任航空航天工业部副部长兼航空航天科学技术研究院院长。